# نايجل كوازي
نايجل كوازي (بالإنجليزية: Nigel Quashie، تنطق: /ˈnaɪdʒəlˈkwɑ:zi:/)‏، من مواليد 20 يوليو 1978 في لندن في إنجلترا، لاعب كرة قدم إسكتلندي من أصول أفريقية.
بدأ مسيرته الكروية مع نادي كوينز بارك رينجرز الإنجليزي في عام 1995، ولعب معهم حتى عام 1998، وشارك معهم في 58 مباراة وسجل 3 أهداف، وفي عام 1998 انتقل إلى نادي نوتنغهام فوريست الإنجليزي، ولعب معهم حتى عام 2000، وشارك معهم في 43 مباراة وسجل هدفين، وفي عام 2000 انتقل إلى نادي بورتسموث الإنجليزي، ولعب معهم حتى عام 2005، وشارك معهم في 148 مباراة وسجل 13 هدف، وفي موسم 2005/2006 انتقل إلى نادي ساوثامبتون الإنجليزي، ولعب معهم 37 مباراة وسجل 5 أهداف، وفي موسم 2006/2007 انتقل إلى نادي وست بروميتش ألبيون الإنجليزي، ولعب معهم 29 مباراة وسجل هدف واحد، ومنذ عام 2007 وهو يلعب مع نادي وست هام يونايتد الإنجليزي.
و قد بدأ باللعب مع منتخب إسكتلندا لكرة القدم في عام 2004.

## روابط خارجية
- نايجل كوازي على موقع الاتحاد الإسكتلندي (الإنجليزية)
- نايجل كوازي على موقع قاعدة بيانات كرة القدم.إي يو (الإنجليزية)
- نايجل كوازي على موقع ناشيونال فوتبول تيمز (الإنجليزية)
- نايجل كوازي على موقع Soccerbase.com (لاعب) (الإنجليزية)
- نايجل كوازي على موقع عالم كرة القدم.نت (الإنجليزية)
- نايجل كوازي على موقع كووورة